# كرايغ موراي
كرايغ موراي (بالإنجليزية: Craig Murray)‏ (1 يناير 1994 بأبردين في المملكة المتحدة - ) هو مدرب كرة قدم ولاعب كرة قدم بريطاني في مركز الوسط. لعب مع نادي أبردين ونادي إيست فيف ونادي آير يونايتد.

## وصلات خارجية
- كرايغ موراي على موقع قاعدة بيانات كرة القدم.إي يو (الإنجليزية)
- كرايغ موراي على موقع Soccerbase.com (لاعب) (الإنجليزية)
- كرايغ موراي على موقع Soccerway.com (الإنجليزية)